# Władysław Dziewulski (astronom)
Władysław Dziewulski (ur. 2 września 1878 w Warszawie, zm. 6 lutego 1962 w Toruniu) – polski astronom.

## Życiorys
Urodził się w rodzinie Klemensa Eugeniusza, fizyka, przyrodnika, i Anieli z Krauzów. Jego braćmi byli Stefan  –prawnik i ekonomista (ojciec Marii Dziewulskiej) i Wacław – fizyk, a siostrami: Eugenia, po mężu Krzesimowska – ekonomistka, i Maria – artystka graficzka.
W 1897 roku ukończył V Gimnazjum Klasyczne w Warszawie i podjął studia matematyczno-fizyczne na Cesarskim Uniwersytecie Warszawskim. Ukończył je w 1901 roku ze stopniem kandydata nauk i srebrnym medalem. W roku akademickim 1901/02 pracował w Obserwatorium Astronomicznym Uniwersytetu Warszawskiego i Obserwatorium im. Jędrzejewicza. W latach 1902–1903 (oraz później 1907–1908) przebywał na stypendium w Obserwatorium Uniwersytetu w Getyndze, gdzie współpracował z Karlem Schwarzschildem. Od 1903 roku pracował na Uniwersytecie Jagiellońskim, początkowo w Katedrze Astronomii potem (w latach 1909–1919) w Obserwatorium Astronomicznym. Od 1905 roku był członkiem Ligi Narodowej. W 1906 roku złożył na Uniwersytecie Jagiellońskim pracę doktorską zatytułowaną Wiekowe perturbacje Marsa w ruchu Erosa, której promotorem był Maurycy Pius Rudzki. Habilitację uzyskał w 1916 roku, na podstawie rozprawy Photographische Grössen von Sternen in der Nähe des Nordpols.
W 1920 roku uzyskał tytuł profesora nadzwyczajnego na Uniwersytecie Stefana Batorego w Wilnie. W 1921 roku otrzymał tytuł profesora zwyczajnego. Na tej uczelni pełnił funkcję dziekana Wydziału Matematyczno-Przyrodniczego (1921–1922), rektora (1924–1925), prorektora (1925–1928) oraz dyrektora uniwersyteckiego obserwatorium astronomicznego.
Po ponownym zajęciu w lipcu 1944 Wilna przez Armię Czerwoną, wyjechał wraz z grupą polskich naukowców (m.in. Wilhelminą Iwanowską) do Łodzi, gdzie wspólnie zadecydowano o założeniu nowego ośrodka naukowego w Toruniu. Takim sposobem w 1945 stał się jednym ze współzałożycieli Uniwersytetu Mikołaja Kopernika w Toruniu i jednocześnie Obserwatorium Astronomicznego UMK w Piwnicach pod Toruniem. Był prorektorem tej uczelni w latach 1945–1947. W czerwcu 1946 wydał „Biuletyn Obserwatorium Astronomicznego UMK w Toruniu” i rozesłał go do ok. 200 zagranicznych placówek naukowych. Było to pierwsze tego typu wydawnictwo astronomiczne po wojnie oraz pierwsze wydawnictwo UMK.
Od 1907 do 1909 wraz z Karlem Schwarzschildem pracował w Getyndze w Niemczech nad zastosowaniem techniki fotograficznej do obserwacji gwiazd. W Polsce natomiast rozpoczął badania z zakresu astrofizyki i astronomii gwiazdowej. Był autorem wielu prac z dziedziny mechaniki nieba, astronomii gwiazdowej (opracował nową metodę wyznaczania ruchów gwiazd w przestrzeni) i innych.
Był członkiem m.in. Polskiej Akademii Umiejętności (1932), Polskiej Akademii Nauk (od 1952 członek tytularny, od 1957 członek rzeczywisty), Towarzystwa Naukowego Warszawskiego (1909), Polskiego Towarzystwa Astronomicznego (współzałożyciel i drugi prezes), Towarzystwa Naukowego w Toruniu, Królewskiego Towarzystwa Astronomicznego w Londynie. Był filistrem honorowym korporacji akademickiej Cresovia.
Od 1909 był mężem Jadwigi z Malinowskich. Miał trzy córki: Jadwigę Karbowską, Wandę Ginkową, Anielę Łosiową i syna Wacława. 
Zmarł w Toruniu, pochowany na cmentarzu św. Jerzego.
Materiały archiwalne Władysława Dziewulskiego znajdują się w PAN Archiwum w Warszawie pod sygnaturą III-146.

## Ordery i odznaczenia
- Krzyż Komandorski z Gwiazdą Orderu Odrodzenia Polski[15] (1959)[5]
- Krzyż Komandorski Orderu Odrodzenia Polski (1954)[5]
- Krzyż Komandorski Orderu Odrodzenia Polski (11 listopada 1937)[17]
- Krzyż Oficerski Orderu Odrodzenia Polski (19 sierpnia 1946)[18]
- Medal 10-lecia Polski Ludowej (14 stycznia 1955)[19]

## Nagrody i wyróżnienia
- Nagroda Państwowa II stopnia za całokształt pracy naukowej w zakresie astronomii, ze szczególnym uwzględnieniem minionego 10-lecia (1955)[20]
- tytuł doktora honoris causa UMK w Toruniu (1961)

## Upamiętnienie
Jego imieniem w Toruniu nazwane jest planetarium, poświęcona mu jest także ulica na Rubinkowie, jednej z toruńskich dzielnic. Imię Władysława Dziewulskiego nosi również krater Dziewulski, położony na Księżycu. Ponadto, 29 kwietnia 2004 Międzynarodowa Unia Astronomiczna nadała planetoidzie noszącej numer identyfikacyjny 319636 nazwę „Dziewulski”. UMK, Towarzystwo Naukowe w Toruniu i Polskie Towarzystwo Astronomiczne uczciły dziesięciolecie jego śmierci dwudniową sesją i wystawą eksponowaną w hallu Biblioteki Głównej UMK.